# Lenine (cantor)
Oswaldo Lenine Macedo Pimentel, mais conhecido como Lenine (Recife, 2 de fevereiro de 1959), é um cantor, compositor, arranjador, multi-instrumentista, letrista, ator, escritor, produtor musical, engenheiro químico, e ecologista brasileiro.
É ganhador de seis Grammy Latino, dois prêmios da APCA e nove Prêmio da Música Brasileira. Contabiliza-se que Lenine tenha escrito, gravado e produzido mais de quinhentas canções, algumas dessas gravadas por Maria Bethânia, Daniela Mercury, Elba Ramalho, Milton Nascimento, Gilberto Gil, entre outros.

## Biografia

### Vida pessoal
Lenine é filho de José Geraldo e Daisy Pimentel, e recebeu esse nome devido a uma homenagem que seu pai, comunista, queria fazer ao líder soviético Lenin, que foi responsável pela deflagração da Revolução Russa em 1917. Sua mãe era católica e levava os filhos à missa todos os domingos, enquanto o pai ficava em casa escutando músicas, até que, aos oito anos de idade, por Geraldo entender que nessa idade a criança tem capacidade de discernimento perante a vida, os filhos resolveram optar pelas audições de álbuns aos domingos, não indo mais à igreja. O pai de Lenine conheceu o socialismo durante o seminário, que abandonou posteriormente, e transmitiu as ideias da teoria socialista aos filhos logo cedo. Durante uma entrevista, o cantor disse que o pai o influencia até hoje e que ele vive respondendo às perguntas que seu pai o ensinou a fazer: O que você faz? Por que você faz? E para quem você faz? Foi seu pai também que incitou nos filhos a curiosidade de querer saber como funcionam as coisas.
O interesse pela música se deu ainda criança, quando Lenine pegava o violão da irmã mais velha escondido, roubando a chave do armário onde o instrumento ficava guardado e tirando as canções "de ouvir". Nas audições de domingo, ele ouvia música alemã, folclore russo, Tchaikovsky , Glenn Miller, Chopin, Gil Evans, misturados a Dorival Caymmi e Jackson do Pandeiro.
Lenine estudou no Colégio Salesiano e concluiu o curso de Engenharia Química na Universidade Católica de Pernambuco (UNICAP).
É casado há 42 anos com a jornalista Anna Barroso, com quem tem 3 filhos: Bruno Giorgi, João Cavalcanti e Bernardo Pimentel.

### Carreira musical
Lenine foi para o Rio de Janeiro no final da década de 1970, pois naquela época havia pouco espaço ou recursos para música no Recife. Morou com alguns amigos compositores, dividindo com eles, por algum tempo, um apartamento na Urca. Depois, foram para uma casinha numa vila em Botafogo, famosa por ter sido moradia de Macalé e Sônia Braga, e mais tarde foram morar no bairro de Santa Teresa.

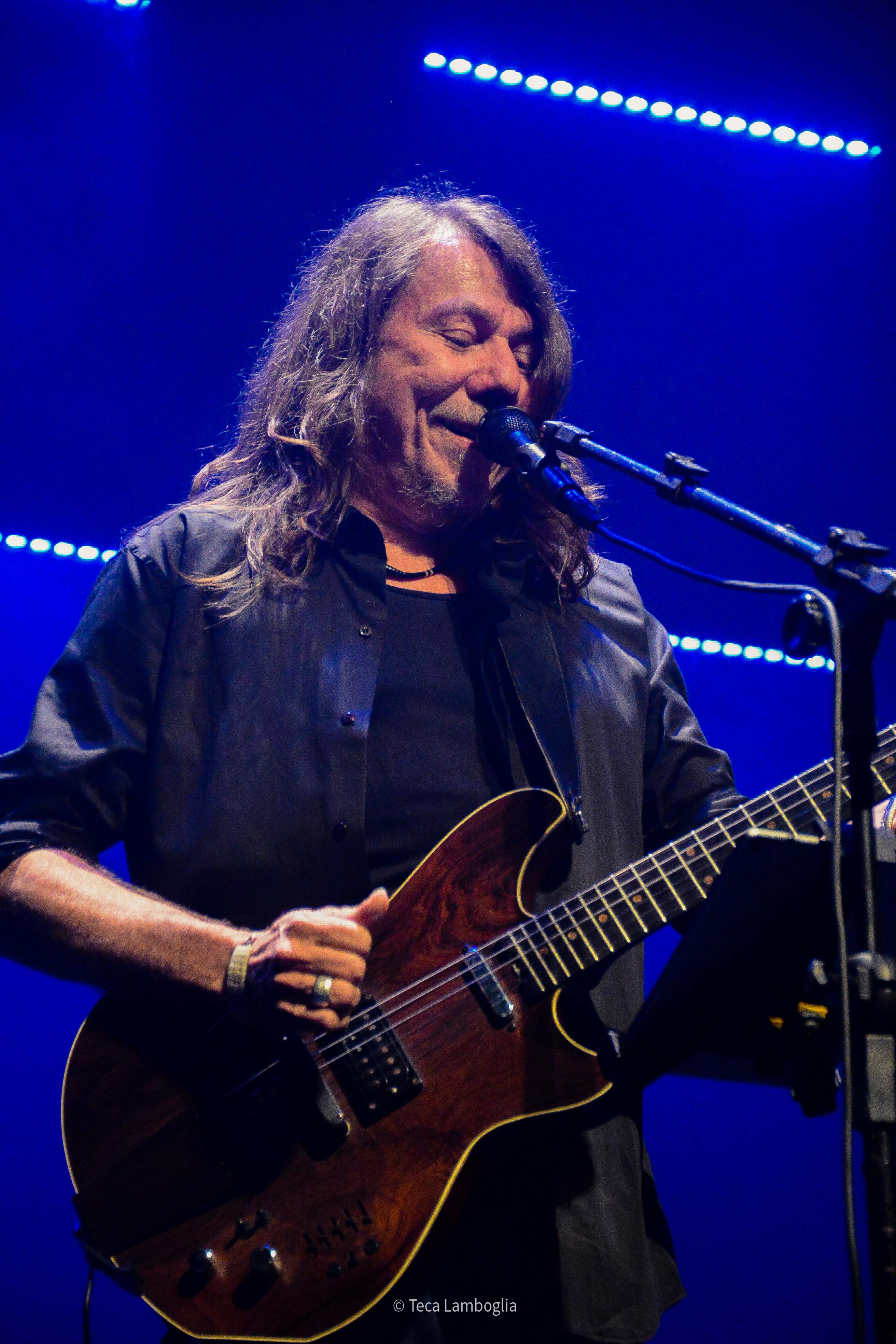
Lenine em maio de 2018

Em 1983, junto com Lula Queiroga, gravou seu primeiro disco, Baque solto. Lenine teve seu som gravado por Elba Ramalho, sendo ela a primeira cantora de sucesso nacional a gravar uma música sua. Depois vieram Fernanda Abreu, O Rappa, Milton Nascimento, Maria Rita, Maria Bethânia, Capital Inicial e muitos outros.
Produziu Segundo, de Maria Rita; De uns tempos pra cá, de Chico César; Lonji, de Tcheka (cantor e compositor do Cabo Verde); e Ponto Enredo, de Pedro Luís e a Parede.
Trabalhou em televisão com os diretores Guel Arraes e Jorge Furtado. Para eles, fez a direção musical de Caramuru, a Invenção do Brasil, que depois de minissérie virou um longa-metragem. Participou também da direção do musical de "Cambaio", musical de João Falcão e Adriana Falcão, baseado em canções de Chico Buarque e Edu Lobo.
Lenine ganhou dois prêmios Grammy Latino: um pelo “Melhor Álbum Pop Contemporâneo” com seu álbum Falange Canibal; e outro em 2009, na categoria melhor canção brasileira com a música "Martelo Bigorna".
Em 2013, o cantor celebrou 30 anos de carreira. Na pauta, homenagens, documentários e 30 projetos especiais, como o reencontro com Marcos Suzano no show Olho de Peixe (abril, no Rio de Janeiro), a turnê europeia The Bridge (maio, agosto e outubro), com a Martin Fondse Orchestra, um show especial celebrando o disco Baque Solto (setembro, em Recife), além da turnê Concertos Chão e dos shows Lenine Solo. Ainda em 2013, Lenine assina a trilha sonora do novo espetáculo do Grupo Corpo.
Em 2015, o álbum Carbono foi indicado ao Grammy Latino na categoria Melhor Álbum de Música Popular Brasileira, juntamente com a canção "Simples Assim", a qual foi indicada para a categoria Melhor Canção Brasileira.
Em 2016, é indicado ao Prêmio da Música Brasileira nas categorias: "Melhor Álbum" (Carbono) e "Melhor Cantor", tendo vencido nesta última.
Em 2017, é vencedor do Prêmio da Música Brasileira nas categorias: Melhor álbum de MPB (Lenine & Martin Fondse Orchestra, The Bridge - Live at Bimhuis) e "Melhor Cantor de MPB".
Em 16 de julho de 2021, lança com o cantor e compositor chileno Manuel García o dueto "Falar de ti", versão em português de "Hablar de ti", música em espanhol do primeiro álbum solo de Manuel.
Em 2022, estreia o show "Rizoma", no qual se apresenta, de forma acústica, com o filho Bruno Giorgi, que atua no baixo, bandolim, teclados, voz e sampler.
Segundo o guitarrista Andrei Kozyreff da banda Francisco, el Hombre, "Lenine é uma inspiração gigante não só para gente, mas para toda a música brasileira e latino-americana."

## Discografia
- 1983: Baque Solto
- 1993: Olho de Peixe — com Marcos Suzano
- 1997: O Dia em Que Faremos Contato
- 1999: Na Pressão
- 2002: Falange Canibal
- 2004: In Cité (ao vivo)
- 2006: Acústico MTV (ao vivo)
- 2008: Labiata
- 2010: Lenine.doc/Trilhas
- 2011: Chão
- 2015: Carbono
- 2016: The Bridge - Live at Bimhuis (ao vivo)
- 2018: Em Trânsito (ao vivo)
- TBA: Eita!

## Prêmios e indicações

### Grammy Latino
| Ano  | Categoria                                                  | Indicação           | Resultado |
| ---- | ---------------------------------------------------------- | ------------------- | --------- |
| 2000 | Melhor Álbum de MPB                                        | Na Pressão          | Indicado  |
| 2002 | Melhor Álbum de Pop Contemporâneo Brasileiro               | Falange Canibal     | Venceu    |
| 2005 | Melhor Álbum de Pop Contemporâneo Brasileiro               | Lenine In Cité      | Venceu    |
| 2005 | Melhor Canção Brasileira                                   | Ninguém Faz Idéia   | Venceu    |
| 2007 | Melhor Álbum de Pop Contemporâneo Brasileiro               | Acústico MTV        | Venceu    |
| 2009 | Melhor Canção Brasileira                                   | Martelo Bigorna     | Venceu    |
| 2012 | Melhor Canção Brasileira                                   | Amor é Pra Quem Ama | Indicado  |
| 2015 | Melhor Álbum de MPB                                        | Carbono             | Indicado  |
| 2015 | Melhor Canção Brasileira                                   | Simples Assim       | Indicado  |
| 2018 | Grammy Latino de Melhor Álbum de Rock em Língua Portuguesa | Em Trânsito         | Venceu    |

### MTV Video Music Brasil
| Ano  | Categoria                | Indicação                   | Resultado |
| ---- | ------------------------ | --------------------------- | --------- |
| 1998 | Artista Revelação        | Lenine                      | Indicado  |
| 1998 | Melhor videoclipe de MPB | Dois Olhos Negros           | Indicado  |
| 2000 | Videoclipe do Ano        | Paciência                   | Indicado  |
| 2000 | Melhor videoclipe de MPB | Paciência                   | Indicado  |
| 2002 | Melhor videoclipe de MPB | O Homem dos Olhos de Raio X | Indicado  |
| 2012 | Artista Masculino        | Lenine                      | Indicado  |

### Prêmio da Música Brasileira
| Ano  | Categoria                                  | Indicação                                                     | Resultado |
| ---- | ------------------------------------------ | ------------------------------------------------------------- | --------- |
| 2016 | Melhor Álbum Pop/rock/reggae/hip-hop/funk  | Carbono                                                       | Indicado  |
| 2016 | Melhor Cantor Pop/rock/reggae/hip-hop/funk | Lenine                                                        | Venceu    |
| 2017 | Melhor Álbum MPB                           | Lenine e Martin Fondse Orchestra – The Bridge Live At Bimhuis | Venceu    |
| 2017 | Melhor Cantor MPB                          | Lenine (The Bridge)                                           | Venceu    |

### Prêmio Multishow
| Ano  | Categoria             | Indicação                          | Resultado |
| ---- | --------------------- | ---------------------------------- | --------- |
| 2002 | Melhor Instrumentista | Lenine                             | Indicado  |
| 2003 | Melhor Cantor         | Lenine                             | Indicado  |
| 2009 | Melhor Cantor         | Lenine                             | Indicado  |
| 2016 | Música Boa ao Vivo    | Se Você Pensa (com Anitta e Skank) | Indicado  |

### Prêmio Contigo! MPB FM
| Ano  | Categoria                    | Indicação | Resultado |
| ---- | ---------------------------- | --------- | --------- |
| 2012 | Melhor Álbum de MPB          | Chão      | Indicado  |
| 2012 | Melhor Cantor (júri popular) | Lenine    | Venceu    |
| 2013 | Melhor Cantor                | Lenine    | Indicado  |

### Melhores do Ano
| Ano  | Categoria     | Indicação                | Resultado |
| ---- | ------------- | ------------------------ | --------- |
| 2010 | Música do Ano | Aquilo que Dá no Coração | Indicado  |

### Prêmio Extra de Televisão
| Ano  | Categoria           | Indicação                        | Resultado |
| ---- | ------------------- | -------------------------------- | --------- |
| 2010 | Melhor Tema Musical | Fogo e Gasolina (com Roberta Sá) | Indicado  |